# Bitter Suites to Succubi
Bitter Suites to Succubi – minialbum (EP) zespołu Cradle of Filth, nagrany i wydany w 2001 roku przez stworzoną przez członków zespołu wytwórnię Abracadaver. Zawiera 3 nagrane ponownie utwory z płyty The Principle of Evil Made Flesh.
Nagrania dotarły do 13. miejsca listy OLiS.

## Lista utworów
Opracowano na podstawie materiału źródłowego.
| Nr  | Tytuł utworu                              | Muzyka i słowa                                                                            | Długość |
| --- | ----------------------------------------- | ----------------------------------------------------------------------------------------- | ------- |
| 1.  | „Sin Deep My Wicked Angel”                | Dani Filth, Paul Allender, Gian Pyres, Robin Eaglestone, Martin Powell, Adrian Erlandsson | 2:23    |
| 2.  | „All Hope in Eclipse”                     | Dani Filth, Paul Allender, Gian Pyres, Robin Eaglestone, Martin Powell, Adrian Erlandsson | 6:39    |
| 3.  | „Born in a Burial Gown”                   | Dani Filth, Paul Allender, Gian Pyres, Robin Eaglestone, Martin Powell, Adrian Erlandsson | 4:46    |
| 4.  | „Summer Dying Fast”                       | Dani Filth, Paul Allender, Gian Pyres, Robin Eaglestone, Martin Powell, Adrian Erlandsson | 5:21    |
| 5.  | „No Time to Cry (cover Sisters of Mercy)” | Andrew Eldritch, Craig Adams, Gary Marx, Wayne Hussey                                     | 3:22    |
| 6.  | „The Principle of Evil Made Flesh”        | Dani Filth, Paul Allender, Gian Pyres, Robin Eaglestone, Martin Powell, Adrian Erlandsson | 4:49    |
| 7.  | „Suicide and Other Comforts”              | Dani Filth, Paul Allender, Gian Pyres, Robin Eaglestone, Martin Powell, Adrian Erlandsson | 6:57    |
| 8.  | „Dinner at Deviant's Palace”              | Dani Filth, Paul Allender, Gian Pyres, Robin Eaglestone, Martin Powell, Adrian Erlandsson | 2:59    |
| 9.  | „The Black Goddess Rises II”              | Dani Filth, Paul Allender, Gian Pyres, Robin Eaglestone, Martin Powell, Adrian Erlandsson | 7:22    |
| 10. | „Scorched Earth Erotica”                  | Dani Filth, Paul Allender, Gian Pyres, Robin Eaglestone, Martin Powell, Adrian Erlandsson | 4:56    |
|     |                                           |                                                                                           | 49:34   |

| Singel - No Time to Cry | Singel - No Time to Cry                           | Singel - No Time to Cry                               | Singel - No Time to Cry |
| Nr                      | Tytuł utworu                                      | Muzyka i słowa                                        | Długość                 |
| ----------------------- | ------------------------------------------------- | ----------------------------------------------------- | ----------------------- |
| 1.                      | „No Time to Cry (cover Sisters of Mercy)”         | Andrew Eldritch, Craig Adams, Gary Marx, Wayne Hussey | 03:22                   |
| 2.                      | „Born in a Burial Gown (The Polished Coffin mix)” |                                                       | 05:18                   |
| 3.                      | „Deleted Scenes of a Snuff Princess”              |                                                       | 05:38                   |
|                         |                                                   |                                                       | 14:18                   |

## Twórcy
Opracowano na podstawie materiału źródłowego.
| Zespół Cradle of Filth w składzie - Dani Filth - wokal prowadzący - Paul Allender - gitara rytmiczna, gitara prowadząca, oprawa graficzna - Gian Pyres - gitara rytmiczna, gitara prowadząca - Robin Eaglestone - gitara basowa - Martin Powell - instrumenty klawiszowe - Adrian Erlandsson - perkusja, instrumenty perkusyjne | Dodatkowi muzycy - Libitina Grimm - wiolonczela - Sarah Jezebel Deva - wokal wspierający Produkcja - John Coulthart - oprawa graficzna - Doug Cook - inżynieria dźwięku, produkcja muzyczna, miksowanie - Ray Staff - mastering - Stu Williamson - zdjęcia |